# Mary Margaret Smith
Mary Margaret Metzler Dean Smith (Pittsburgh, Pennsylvania, 7 oktober 1893 — Jefferson (Ohio), 23 mei 2006) was een Amerikaanse die op het moment van haar overlijden de oudste inwoner van de staat Ohio was.
Tevens was ze nummer vijf en nummer dertien wat betreft oudste inwoners van de Verenigde Staten respectievelijk de gehele wereld.
Sinds 1898 woonde ze in Ohio. Verder is ze twee keer getrouwd geweest en woonde ze tot haar 95e zelfstandig. Pas op haar 108e kwam ze in een verpleeghuis terecht. De laatste jaren van haar leven was ze volledig blind.
Mary Margaret Smith overleed op ruim 112-jarige leeftijd.